# Ayupan
Ayupan est une figurine créée par la chanteuse japonaise Ayumi Hamasaki en 2002. Son succès mène à la création d'une série télévisée en 2003.

## Les figurines
Les Ayupan sont apparues en concert, c'est-à-dire qu'elles ont les mêmes tenues qu'Ayumi et aussi pour les albums, singles. Elles sont déclinées en livres, posters, porte-clés, cahiers, auto-collants, etc.

## La série télévision
En version animée, les Ayupan sont apparues pour la première fois dans l'ARENA Tour 2002 A, pour aider à apprendre la chorégraphie de Trauma et ensuite Independent.
En 2003, commence une mini-série télévisée d'Ayupan de 20 épisodes. Dans celle-ci sont aussi présentes ses mascottes réelles : Marron, Crea et Purin qui accompagnent constamment Ayupan dans les aventures et comme la série avançait, chaque lettre formerait le mot RAINBOW. La série a fini la même année, mais les figurines d'Ayupan se sont converties en d'autres produits populaires et déjà caractéristiques pour Ayumi Hamasaki, et sont généralement lancées un certain temps, habillées avec les nouvelles et différentes tenues qu'utilise Ayumi dans ses nouvelles apparitions publiques.

## Liste d'Ayupan
1. version  Duty
2. version  ayu-mi-x IV Mega Mix
3. version  appears
4. version  Dome Tour 2001
5. version  ayu-mi-x IV Acoustic
6. version  Dearest
7. version  Daybreak
8. version  UNITE !
9. version  Countdown 2001-2002
10. version  A-Life
11. version  Marron
12. version  Purin
13. version  ARENA TOUR 2002  I am… #1
14. version  ARENA TOUR 2002  I am… #2
15. version ARENA TOUR 2002 Naturally #1
16. version ARENA TOUR 2002 Naturally #2
17. version ARENA TOUR 2002 A Song for XX
18. version ARENA TOUR 2002 Daybreak
19. version ARENA TOUR 2002 Free & Easy
20. version ARENA TOUR 2002 Boys & Girls
21. version ARENA TOUR 2002 independent
22. version STADIUM TOUR 2002 Poster #1
23. version STADIUM TOUR 2002 Poster #2
24. version STADIUM TOUR 2002 Poster #3
25. version H
26. version STADIUM TOUR 2002 A Song is born
27. version STADIUM TOUR 2002 UNITE!
28. version STADIUM TOUR 2002 SURREAL/M/Free & Easy
29. version STADIUM TOUR 2002 Medley
30. version STADIUM TOUR 2002 July 1st
31. version STADIUM TOUR 2002 Boys & Girls/AUDIENCE
32. version Santa-san #1
33. version Santa-san #2
34. version Santa-san #3
35. version Official Calendar 2003 #1
36. version Official Calendar 2003 #2
37. version Official Calendar 2003 #3
38. version Official Calendar 2003 #4
39. version Official Calendar 2003 #5
40. version Official Calendar 2003 #6
41. version Voyage #1
42. version Voyage #2
43. version Voyage #3
44. version Voyage #4
45. version Voyage #5
46. version Voyage #6
47. version TeamAyu Live Tour 2003 #1
48. version TeamAyu Live Tour 2003 #2
49. version TeamAyu Live Tour 2003 #3
50. version A BALLADS #1
51. version A BALLADS #2
52. version &
53. version Ayupan Cartoon Series #1
54. version Ayupan Cartoon Series #2
55. version Ayupan Cartoon Series #3
56. version Ayupan Cartoon Series #4
57. version Purin Cartoon Series #1
58. version Marron Cartoon Series#1
59. version Purin Cartoon Series #2
60. version Purin Cartoon Series #3
61. version forgiveness
62. version A museum SURREAL
63. version A museum poker face/Trust/Depend on you
64. version A museum Greatful days
65. version A museum A Song for XX
66. version A museum SEASONS
67. version A museum vogue
68. version A museum forgiveness
69. version A museum YOU/Dearest
70. version A museum M/appears
71. version A museum UNITE!/AUDIENCE/independent
72. version Memorial address #1
73. version Memorial address #2
74. version Memorial address #3
75. version Memorial address #4
76. version Memorial address #5
77. version MY STORY #1
78. version MY STORY #2
79. version MY STORY #3
80. version MY STORY #4
81. version COUNTDOWN LIVE 2005-2006
82. version (miss)understood #1
83. version (miss)understood #2
84. version (miss)understood #3
85. version (miss)understood #4
86. version (miss)understood #5
87. version (miss)understood #6
88. version (miss)understood #7
89. version ARENA TOUR 2006 ~(miss)understood~